# 柏继民
柏继民（1954年5月—）是一位中国政治人物。

## 生平
1954年出生在山东东平。1976年5月加入中国共产党。江西财经学院（现江西财经大学）干部专修科毕业，中共中央党校经济管理专业在职研究生学历。
历任山东省财政厅副处长、处长、副厅长，山东省审计厅厅长，省纪委副书记、山东省监察厅厅长等职。2005年12月，任中共山东省委常委。2006年1月，当选山东省总工会主席。2007年6月，兼任省委政法委书记。2012年2月，被补选为山东省人大常委会副主任。2012年5月28日，不再担任山东省委常委。。2012年6月，卸任省政法委书记。2017年4月，任山东省人大常委会党组书记、副主任。